# Synedoida athabasca
Synedoida athabasca là một loài bướm đêm trong họ Erebidae.